# Novotek
Novotek-koncernen levererar industriella IT- och automationslösningar baserade på standardprodukter. Novoteks fokus ligger inom produktion, där man arbetar inom områden som sträcker sig från tillverkande industri såsom läkemedel, kemi, järn och stål, papper och pappersmassa, verkstadsindustri till allmännyttiga produktionsanläggningar som VA och energi.
Novotek finns representerade med 14 kontor i Sverige, Danmark, Norge, Finland, Holland, Belgien, Storbritannien och Irland samt Schweiz.
Novotek är sedan 1999 noterad på Stockholmsbörsen under beteckningen NTEK.